# Exclusivas Gráficas Ricart
Exclusivas Gráficas Ricart fue una editorial española ubicada en Barcelona dedicada a la producción de tebeos, muchos de ellos dirigidos al público femenino. Fue fundada el 2 de diciembre de 1950 y disuelta el 3 de agosto de 1974. Su dibujante más destacado fue Sarroca.

## Trayectoria
Gráficas Ricart fue una de las nuevas editoriales surgidas entre finales de la década de 1940 y principios de la década de 1950 que intentó hacerse un hueco en un mercado dominado por Bruguera, Cliper, Hispano Americana de Ediciones y Toray. Lanzó las colecciones Ardillita y Rosa, réplicas de dos exitosas colecciones de Toray, Azucena (1946) y Mis Cuentos (1953), respectivamente.
Lograda su implantación, publicó otros cuadernos, siempre dirigidos a público femenino: Magnolia (1957), Golondrina (1958), Modelo (1958), Gacela (1959) y Sentimental (1959). Dos de ellos, Modelo y Sentimental, que incluían dibujos de Juan Solé, se adscribían a la moda de los relatos «sentimentales-próximos» inaugurada por Rosas Blancas de Toray.
Todavía en 1973 editaba tres tebeos del tipo «maravilloso» (Dirca, Gardenia azul, Golondrina), ninguno de los cuales superaba los 10 000 ejemplares de tirada.

## Colecciones de tebeos
Gráficas Ricart editó, a lo largo de su trayectoria, las siguientes colecciones:
| Título                 | Formato     | Tamaño                                | Guion            | Dibujo                                      | Números                      | Año                              |
| ---------------------- | ----------- | ------------------------------------- | ---------------- | ------------------------------------------- | ---------------------------- | -------------------------------- |
| El Capitán Sacarina    | Cuaderno    | 15x21                                 | Tunet Vila       | Tunet Vila                                  |                              | 1947                             |
| Ardillita              | Cuaderno    | 16x21                                 | VV. AA.          | VV. AA.                                     | 740?                         | 1948                             |
| Capa Negra             |             | 23x17                                 | S. Dulcet        | A. Badía                                    | 17                           | 1953                             |
| Ases del deporte       |             | 23x16 (1ª época) 15x21 (2ª época)     | VV. AA.          | VV. AA.                                     | 45 (1ª época) 25? (2ª época) | 1954 (1ª época) 1963 (2ª época)  |
| Jorga "Piel de bronce" | Cuadernillo | 17 x 24                               | Ferrando         | Ferrando                                    | 18                           | 1954                             |
| Ave                    |             | 10x15                                 | VV. AA.          | VV. AA.                                     | 351?                         | 1955                             |
| Platillos volantes     |             | 17 x 24 (1ª serie) 15 x 21 (2ª serie) |                  | Julio Ribera (1ª serie) Ferrando (2ª serie) | 15 (1ª serie), 18 (2ª serie) | 1955 (1ª serie), 1956 (2ª serie) |
| Dirca                  |             |                                       | Javier Alcántara |                                             | 37                           | 1968                             |

## Valoración
Para el investigador Pedro Porcel, las editoriales Ferma, Marco y la propia Ricart constituyen los paradigmas de las editoriales modestas de la década de 1950, encaminadas simplemente a producir el entretenimiento demandado por el público y siempre a rebufo de las más potentes Bruguera, Valenciana y Toray.